# La Capilla, Oaxaca
La Capilla är en ort i Mexiko.   Den ligger i kommunen Loma Bonita och delstaten Oaxaca, i den sydöstra delen av landet, 400 km öster om huvudstaden Mexico City. La Capilla ligger 43 meter över havet och antalet invånare är 192.
Terrängen runt La Capilla är platt. Runt La Capilla är det ganska glesbefolkat, med 32 invånare per kvadratkilometer. Närmaste större samhälle är Loma Bonita, 5,3 km väster om La Capilla. Omgivningarna runt La Capilla är en mosaik av jordbruksmark och naturlig växtlighet.